# Marysville (California)
Marysville è una località degli Stati Uniti d'America, capoluogo della contea di Yuba, nello Stato della California.